# Västra Ryds distrikt
Västra Ryds distrikt är ett distrikt i Ydre kommun och Östergötlands län. 
Distriktet ligger i sydvästra delen av kommunen. 

## Tidigare administrativ tillhörighet
Distriktet inrättades 2016 och utgörs av socknen Västra Ryd i Ydre kommun.
Området motsvarar den omfattning Västra Ryds församling hade vid årsskiftet 1999/2000.